# Liste der brasilianischen Meister der Leichtathletik
Diese Liste führt die Gewinner der Troféu Brasil de Atletismo auf. Da der brasilianische Leichtathletik-Verband keine offiziellen Nationalmeisterschaften veranstaltet, gilt diese Veranstaltung faktisch als Brasilianische Leichtathletik-Meisterschaften.
Die Liste basiert auf den Angaben von gbrathletics.

## Männer

### 100 Meter
- 1991: Robson da Silva
- 1992: Robson da Silva
- 1993: Robson da Silva
- 1994: Sidnei Telles de Souza
- 1995: Robson da Silva
- 1996: Arnaldo Silva
- 1997: André Domingos
- 1998: Claudinei da Silva
- 1999: Claudinei da Silva
- 2000: Vicente de Lima
- 2001: Claudinei da Silva & Raphael de Oliveira
- 2002: Vicente de Lima
- 2003: Édson Ribeiro
- 2004: Vicente de Lima
- 2005: Vicente de Lima

### 200 Meter
- 1991: Robson da Silva
- 1992: Robson da Silva
- 1993: Robson da Silva
- 1994: Robson da Silva
- 1995: Robson da Silva
- 1996: Claudinei da Silva
- 1997: André Domingos
- 1998: Claudinei da Silva
- 1999: Claudinei da Silva
- 2000: Claudinei da Silva
- 2001: André Domingos
- 2002: Vicente de Lima
- 2003: André Domingos
- 2004: André Domingos
- 2005: Vicente de Lima

### 400 Meter
- 1991: Roberto Bortolotto
- 1992: Inaldo Sena
- 1993: Eronilde de Araújo
- 1994: Inaldo Sena
- 1995: Inaldo Sena
- 1996: Sanderlei Parrela
- 1997: Sanderlei Parrela
- 1998: Valdinei da Silva
- 1999: Sanderlei Parrela
- 2000: Valdinei da Silva
- 2001: Flávio Godoy
- 2002: Flávio Godoy
- 2003: Anderson Jorge dos Santos
- 2004: Anderson Jorge dos Santos
- 2005: Sanderlei Parrela

### 800 Meter
- 1991: José Luíz Barbosa
- 1992: Ocky Clark
- 1993: José Luíz Barbosa
- 1994: José Luíz Barbosa
- 1995: José Luíz Barbosa
- 1996: Flávio Godoy
- 1997: José Luíz Barbosa
- 1998: Flávio Godoy
- 1999: Hudson de Souza
- 2000: Osmar dos Santos
- 2001: Valdinei da Silva
- 2002: Osmar dos Santos
- 2003: Osmar dos Santos
- 2004: Fabiano Peçanha
- 2005: Fabiano Peçanha

### 1500 Meter
- 1991: José Luíz Barbosa
- 1992: Edgar de Oliveira
- 1993: Edgar de Oliveira
- 1994: Edgar de Oliveira
- 1995: Joaquim Cruz
- 1996: Joaquim Cruz
- 1997: Hudson de Souza
- 1998: Hudson de Souza
- 1999: Hudson de Souza
- 2000: Hudson de Souza
- 2001: Hudson de Souza
- 2002: Hudson de Souza
- 2003: Fabiano Peçanha
- 2004: Hudson de Souza
- 2005: Fabiano Peçanha

### 5000 Meter
- 1991: Valdenor dos Santos
- 1992: Clodoaldo do Carmo
- 1993: Ronaldo da Costa
- 1994: Ronaldo da Costa
- 1995: Elenilson da Silva
- 1996: Adalberto García
- 1997: Valdenor dos Santos
- 1998: Valdenor dos Santos
- 1999: Elenilson da Silva
- 2000: Valdenor dos Santos
- 2001: Elenilson da Silva
- 2002: Hudson de Souza
- 2003: Marílson Gomes dos Santos
- 2004: Hudson de Souza
- 2005: Hudson de Souza

### 10.000 Meter
- 1991: Valdenor dos Santos
- 1992: Valdenor dos Santos
- 1993: Valdenor dos Santos
- 1994: Valdenor dos Santos
- 1995: Valdenor dos Santos
- 1996: Adalberto García
- 1997: Valdenor dos Santos
- 1998: Ronaldo da Costa
- 1999: Elenilson da Silva
- 2000: Valdenor dos Santos
- 2001: Elenilson da Silva
- 2002: Elenilson da Silva
- 2003: Marílson Gomes dos Santos
- 2004: Marílson Gomes dos Santos
- 2005: Franck de Almeida

### 3000 Meter Hindernis
- 1991: Wander Moura
- 1992: Clodoaldo do Carmo
- 1993: Wander Moura
- 1994: Wander Moura
- 1995: Eduardo do Nascimento
- 1996: Clodoaldo do Carmo
- 1997: Wander Moura
- 1998: Wander Moura
- 1999: Néstor Nieves
- 2000: Wander Moura
- 2001: Celso Ficagna
- 2002: Celso Ficagna
- 2003: Fernando Fernandes
- 2004:  VenezuelaEmigdio Delgado
- 2005: Fernando Fernandes

### 110 Meter Hürden
- 1991: Joilto Bonfim
- 1992: Joilto Bonfim
- 1993: Joilto Bonfim
- 1994: Walmes de Souza
- 1995: Joilto Bonfim
- 1996: Emerson Perín
- 1997: Pedro Chiamulera
- 1998: Márcio de Souza
- 1999: Márcio de Souza
- 2000: Márcio de Souza
- 2001: Walmes de Souza
- 2002: Mateus Facho Inocêncio
- 2003: Redelén dos Santos
- 2004: Redelén dos Santos
- 2005: Mateus Facho Inocêncio

### 400 Meter Hürden
- 1991: Eronilde de Araújo
- 1992: Eronilde de Araújo
- 1993: Eronilde de Araújo
- 1994: Eronilde de Araújo
- 1995: Eronilde de Araújo
- 1996: Eronilde de Araújo
- 1997: Eronilde de Araújo
- 1998: Eronilde de Araújo
- 1999: Eronilde de Araújo
- 2000: Eronilde de Araújo
- 2001: Eronilde de Araújo
- 2002: Cleverson da Silva
- 2003: Eronilde de Araújo
- 2004: Raphael Fernandes
- 2005: Tiago Bueno

### 20 km Gehen
- 1991: Marcelo Palma
- 1992: Sérgio Galdino
- 1993: Sérgio Galdino
- 1994: Sérgio Galdino
- 1995: Cláudio Bertolino
- 1996: Sérgio Galdino
- 1997: Sérgio Galdino
- 1998: Sérgio Galdino
- 1999: Sérgio Galdino
- 2000: Sérgio Galdino
- 2001: Sérgio Galdino
- 2002: Sérgio Galdino
- 2003: Sérgio Galdino
- 2004: José Alessandro Bagio
- 2005: Sérgio Galdino

### Hochsprung
- 1991: Jorge Archanjo
- 1992: José Luís Mendes
- 1993: José Luís Mendes
- 1994: Alcides Silva
- 1995: Marcos dos Santos
- 1996: Wagner Príncipe
- 1997: Wagner Príncipe
- 1998: Wagner Príncipe
- 1999: Fabrício Romero
- 2000: Wagner Príncipe
- 2001: Fabrício Romero
- 2002: Fabrício Romero
- 2003: Jessé de Lima
- 2004: Jessé de Lima
- 2005: Fábio Baptista

### Stabhochsprung
- 1991: Marlon Borges
- 1992: Renato Bortolocci
- 1993: Pedro da Silva
- 1994: Marlon Borges
- 1995: Cristián Aspillaga
- 1996: Pedro da Silva
- 1997: Oscar Veit
- 1998: Gustavo Rehder
- 1999: Gustavo Rehder
- 2000: Gustavo Rehder
- 2001: Henrique Martins
- 2002: Henrique Martins
- 2003: Luke Walker
- 2004: Henrique Martins & João Gabriel Sousa
- 2005: Fábio da Silva

### Weitsprung
- 1991: Paulo Sérgio Oliveira
- 1992: Márcio da Cruz
- 1993: Paulo Sérgio Oliveira
- 1994: Douglas de Souza
- 1995: Nélson Carlos Ferreira
- 1996: Douglas de Souza
- 1997: Cláudio Novães
- 1998: Douglas de Souza
- 1999: Sérgio dos Santos
- 2000: Nélson Carlos Ferreira
- 2001: Nélson Carlos Ferreira
- 2002: Jadel Gregório
- 2003: John Thornell
- 2004: Jadel Gregório
- 2005: Erivaldo Vieira

### Dreisprung
- 1991: Anísio Silva
- 1992: Abcélvio Rodrigues
- 1993: Anísio Silva
- 1994: Anísio Silva
- 1995: Anísio Silva
- 1996: Anísio Silva
- 1997: Messias José Baptista
- 1998: Antônio da Costa
- 1999: Sérgio dos Santos
- 2000: Sérgio dos Santos
- 2001: Jadel Gregório
- 2002: Jadel Gregório
- 2003: Jadel Gregório
- 2004: Jadel Gregório
- 2005: Jadel Gregório

### Kugelstoßen
- 1991: Adilson Oliveira
- 1992: Adilson Oliveira
- 1993: Adilson Oliveira
- 1994: Adilson Oliveira
- 1995: Adilson Oliveira
- 1996: Adilson Oliveira
- 1997: Édson Miguel
- 1998: Édson Miguel
- 1999: Édson Miguel
- 2000: Édson Miguel
- 2001: Adilson Oliveira
- 2002: Adilson Oliveira
- 2003: Daniel Freire
- 2004: Daniel Freire
- 2005: Daniel Freire

### Diskuswurf
- 1991: João dos Santos
- 1992: João dos Santos
- 1993: João dos Santos
- 1994: João dos Santos
- 1995: João dos Santos
- 1996: João dos Santos
- 1997: Marcelo Pugliese
- 1998: Andy Bloom
- 1999: João dos Santos
- 2000: João dos Santos
- 2001: Mateus Monari
- 2002: João dos Santos
- 2003: João dos Santos
- 2004: Gustavo de Mendonça
- 2005: Ronald Julião

### Hammerwurf
- 1991: Pedro Rivail Atílio
- 1992: Pedro Rivail Atílio
- 1993: Pedro Rivail Atílio
- 1994: Mário Leme
- 1995: Pedro Rivail Atílio
- 1996: Mário Leme
- 1997: Adrián Marzo
- 1998: Mário Leme
- 1999: Aldo Bello
- 2000: Mário Leme
- 2001: Mário Leme
- 2002: Mário Leme
- 2003: Mário Leme
- 2004: Marcos dos Santos
- 2005: Wagner Domingos

### Speerwurf
- 1991: Nivaldo Beje Filho
- 1992: Ivan Costa
- 1993: Luiz da Silva
- 1994: Luiz da Silva
- 1995: Luiz da Silva
- 1996: Luiz da Silva
- 1997: Luiz da Silva
- 1998: Luiz da Silva
- 1999: Luiz da Silva
- 2000: Luiz da Silva
- 2001: Luiz da Silva
- 2002: Luiz da Silva
- 2003: Luiz da Silva
- 2004: Júlio César de Oliveira
- 2005: Luiz da Silva

### Zehnkampf
- 1991: Pedro da Silva
- 1992: José de Assis
- 1993: José de Assis
- 1994: José de Assis
- 1995: Pedro da Silva
- 1996: Pedro da Silva
- 1997: José de Assis
- 1998: Henk Dost
- 1999: Edson Bindilatti
- 2000: Edson Bindilatti
- 2001: Edson Bindilatti
- 2002: Edson Bindilatti
- 2003: Edson Bindilatti
- 2004: Edson Bindilatti
- 2005: Ivan da Silva

## Frauen

### 100 Meter
- 1991: Claudete Alves Pina
- 1992: Claudete Alves Pina
- 1993: Cleide Amaral
- 1994: Cleide Amaral
- 1995: Cleide Amaral
- 1996: Lucimar de Moura
- 1997: Lucimar de Moura
- 1998: Kátia Regina Santos
- 1999: Lucimar de Moura
- 2000: Lucimar de Moura
- 2001: Lucimar de Moura
- 2002: Kátia Regina Santos
- 2003: Lucimar de Moura
- 2004: Lucimar de Moura
- 2005: Lucimar de Moura

### 200 Meter
- 1991: Claudete Alves Pina
- 1992: Claudete Alves Pina
- 1993: Cleide Amaral
- 1994: Kátia Regina Santos
- 1995: Cleide Amaral
- 1996: Maria Magnólia Figueiredo
- 1997: Lucimar de Moura
- 1998: Kátia Regina Santos
- 1999: Lucimar de Moura
- 2000: Lucimar de Moura
- 2001: Lucimar de Moura
- 2002: Kátia Regina Santos
- 2003: Lucimar de Moura
- 2004: Rosemar Coelho Neto
- 2005: Lucimar de Moura

### 400 Meter
- 1991: Maria Magnólia Figueiredo
- 1992: Luciana Mendes
- 1993: Maria Magnólia Figueiredo
- 1994: Maria Magnólia Figueiredo
- 1995: Luciana Mendes
- 1996: Maria Magnólia Figueiredo
- 1997: Maria Magnólia Figueiredo
- 1998: Maria Magnólia Figueiredo
- 1999: Lorena de Oliveira
- 2000: Luciana Mendes
- 2001: Maria Laura Almirão
- 2002: Geisa Coutinho
- 2003: Geisa Coutinho
- 2004: Geisa Coutinho
- 2005: Lucimar Teodoro

### 800 Meter
- 1991: Maria Magnólia Figueiredo
- 1992: Maria Magnólia Figueiredo
- 1993: Maria Magnólia Figueiredo
- 1994: Fátima dos Santos
- 1995: Luciana Mendes
- 1996: Luciana Mendes
- 1997: Luciana Mendes
- 1998: Célia dos Santos
- 1999: Luciana Mendes
- 2000: Luciana Mendes
- 2001: Luciana Mendes
- 2002: Josiane Tito
- 2003: Luciana Mendes
- 2004: Luciana Mendes
- 2005: Christiane dos Santos

### 1500 Meter
- 1991: Rita de Jesus
- 1992: Maria Magnólia Figueiredo
- 1993: Soraya Telles
- 1994: Soraya Telles
- 1995: Célia dos Santos
- 1996: Célia dos Santos
- 1997: Fabiana Cristine da Silva
- 1998: Viviany de Oliveira
- 1999: Célia dos Santos
- 2000: Fabiana Cristine da Silva
- 2001: Fabiana Cristine da Silva
- 2002: Fabiana Cristine da Silva
- 2003: Juliana Paula dos Santos
- 2004: Juliana Paula dos Santos
- 2005: Juliana Paula dos Santos

### 3000 Meter
- 1991: Carmem de Oliveira
- 1992: Carmem de Oliveira
- 1993: Viviany de Oliveira

### 5000 Meter
- 1994: Silvana Pereira
- 1995: Roseli Machado
- 1996: Roseli Machado
- 1997: Fabiana Cristine da Silva
- 1998: Viviany de Oliveira
- 1999: Fabiana Cristine da Silva
- 2000: Fabiana Cristine da Silva
- 2001: Fabiana Cristine da Silva
- 2002: Fabiana Cristine da Silva
- 2003: Maria Rodrigues
- 2004: Fabiana Cristine da Silva
- 2005: Fabiana Cristine da Silva

### 10.000 Meter
- 1991: Carmem de Oliveira
- 1992: Carmem de Oliveira
- 1993: Carmem de Oliveira
- 1994: Silvana Pereira
- 1995: Roseli Machado
- 1996: Carmem de Oliveira
- 1997: Solange de Souza
- 1998: Márcia Narloch
- 1999: Nadir Sabino Siqueira
- 2000: Márcia Narloch
- 2001: Lucélia Peres
- 2002: Lucélia Peres
- 2003: Ednalva da Silva
- 2004: Maria Baldaia
- 2005: Lucélia Peres

### 2000 Meter Hindernis
- 1998: Magda Azevedo

### 3000 Meter Hindernis
- 1999: Soraya Telles
- 2000: Michelle Costa
- 2001: Maria Lúcia Vieira
- 2002: Marily dos Santos
- 2003: Michelle Costa
- 2004: Michelle Costa
- 2005: Michelle Costa

### 100 Meter Hürden
- 1991: Lucy Conceição
- 1992: Lucy Conceição
- 1993: Vânia da Silva
- 1994: Vânia dos Santos
- 1995: Donna Waller
- 1996: Vânia da Silva
- 1997: Maurren Maggi
- 1998: Maurren Maggi
- 1999: Maurren Maggi
- 2000: Maurren Maggi
- 2001: Maíla Machado
- 2002: Maíla Machado
- 2003: Gilvaneide Parrela
- 2004: Maíla Machado
- 2005: Maíla Machado

### 400 Meter Hürden
- 1991: Maria dos Santos
- 1992: Jupira da Graça
- 1993: Jupira da Graça
- 1994: Marise da Silva
- 1995: Maria dos Santos
- 1996: Maria dos Santos
- 1997: Ana Paula Pereira
- 1998: Jupira da Graça
- 1999: Ana Paula Pereira
- 2000: Ana Paula Pereira
- 2001: Isabel Silva
- 2002: Isabel Silva
- 2003: Lucimar Teodoro
- 2004: Lucimar Teodoro
- 2005: Lucimar Teodoro

### 10.000 Meter Gehen
- 1991: Ivana Henn
- 1992: Ivana Henn
- 1993: Nailse Pazin
- 1994: Ivana Henn
- 1995: Nailse Pazin
- 1996: Gianetti Bonfim
- 1997: Gianetti Bonfim
- 1998: Gianetti Bonfim

### 20.000 Meter Gehen
- 1999: Gianetti Bonfim
- 2000: Gianetti Bonfim
- 2001: Gianetti Bonfim
- 2002: Gianetti Bonfim
- 2003: Cisiane Lopes
- 2004: Alessandra Picagevicz
- 2005: Alessandra Picagevicz

### Hochsprung
- 1991: Orlane dos Santos
- 1992: Mônica Lunkmoss
- 1993: Orlane dos Santos
- 1994: Orlane dos Santos
- 1995: Orlane dos Santos
- 1996: Orlane dos Santos
- 1997: Luciane Dambacher
- 1998: Luciane Dambacher
- 1999: Solange Witteveen
- 2000: Thaís de Andrade
- 2001: Luciane Dambacher
- 2002: Thaís de Andrade
- 2003: Luciane Dambacher
- 2004: Eliana da Silva
- 2005: Eliana da Silva

### Stabhochsprung
- 1995: Conceição Geremias
- 1996: Márcia Hennemann
- 1997: Miriam Schwuchow
- 1998: Patrícia Jiacomussi
- 1999: Joana Costa
- 2000: Karla Rosa da Silva
- 2001: Fabiana Murer
- 2002: Karla Rosa da Silva
- 2003: Karla Rosa da Silva
- 2004: Joana Costa
- 2005: Fabiana Murer

### Weitsprung
- 1991: Rita Slompo
- 1992:  Ljudmila Ninova
- 1993: Maria de Souza
- 1994: Maria de Souza
- 1995: Cynthea Rhodes
- 1996: Luciana dos Santos
- 1997: Maria de Souza
- 1998: Maria de Souza
- 1999: Maurren Maggi
- 2000: Maurren Maggi
- 2001: Maurren Maggi
- 2002: Maurren Maggi
- 2003: Maurren Maggi
- 2004: Keila Costa
- 2005: Keila Costa

### Dreisprung
- 1991: Rita Slompo
- 1992: Rita Slompo
- 1993: Maria de Souza
- 1994: Maria de Souza
- 1995: Cynthea Rhodes
- 1996: Cida de Souza
- 1997: Maria de Souza
- 1998: Maria de Souza
- 1999: Luciana dos Santos
- 2000: Luciana dos Santos
- 2001: Luciana dos Santos
- 2002: Maurren Maggi
- 2003: Keila Costa
- 2004: Keila Costa
- 2005: Keila Costa

### Kugelstoßen
- 1991: Elisângela Adriano
- 1992: Elisângela Adriano
- 1993: Elisângela Adriano
- 1994: Alexandra Amaro
- 1995: Elisângela Adriano
- 1996: Elisângela Adriano
- 1997: Elisângela Adriano
- 1998: Elisângela Adriano
- 1999: Elisângela Adriano
- 2000: Elisângela Adriano
- 2001: Elisângela Adriano
- 2002: Elisângela Adriano
- 2003: Elisângela Adriano
- 2004: Elisângela Adriano
- 2005: Andrea Pereira

### Diskuswurf
- 1991: Rosana Piovesan
- 1992: Elisângela Adriano
- 1993: Elisângela Adriano
- 1994: Elisângela Adriano
- 1995: Amélia Moreira
- 1996: Elisângela Adriano
- 1997: Elisângela Adriano
- 1998: Elisângela Adriano
- 1999: Elisângela Adriano
- 2000: Elisângela Adriano
- 2001: Elisângela Adriano
- 2002: Elisângela Adriano
- 2003: Elisângela Adriano
- 2004: Elisângela Adriano
- 2005: Renata de Figueirêdo

### Hammerwurf
- 1994: Maria Pacheco
- 1995: Maria Pacheco
- 1996: Josiane Soares
- 1997:  Karina Moya
- 1998: Josiane Soares
- 1999: Josiane Soares
- 2000: Josiane Soares
- 2001:  Karina Moya
- 2002: Margit Wahlbrink
- 2003: Katiuscia de Jesus
- 2004: Katiuscia de Jesus
- 2005: Josiane Soares

### Speerwurf
- 1991: Sueli dos Santos
- 1992:  Päivi Alafrantti
- 1993: Sueli dos Santos
- 1994: Sueli dos Santos
- 1995: Alessandra Resende
- 1996: Carla Bispo
- 1997: Carla Bispo
- 1998: Alessandra Resende
- 1999: Sueli dos Santos
- 2000: Sueli dos Santos
- 2001: Alessandra Resende
- 2002: Alessandra Resende
- 2003:  Leryn Franco
- 2004:  Leryn Franco
- 2005: Alessandra Resende

### Siebenkampf
- 1991: Orlane dos Santos
- 1992: Ana Lúcia Silva
- 1993: Conceição Geremias
- 1994: Joelma Souza
- 1995: Euzinete dos Reis
- 1996: Euzinete dos Reis
- 1997: Euzinete dos Reis
- 1998: Euzinete dos Reis
- 1999: Euzinete dos Reis
- 2000: Euzinete dos Reis
- 2001: Elizete da Silva
- 2002: Patrícia de Oliveira
- 2003: Elizete da Silva
- 2004: Merli Caldeira
- 2005: Lucimara da Silva